# 旅愁 (西崎みどりの曲)
「旅愁」（りょしゅう）は、1974年8月1日に発売された西崎みどりのシングル。1974年のヒット曲で、100万枚の売上を記録。必殺シリーズの主題歌としては初のミリオンセラー（公称セールス）となった。また、1975年オリコン年間シングルチャートで20位にランクインした。

## 解説
「旅愁」は必殺シリーズ第4弾『暗闇仕留人』の主題歌であり、そのメロオケ版やアレンジ曲が同番組のBGMとして使われた。また、後年、『必殺仕事人V・激闘編』と『必殺! ブラウン館の怪物たち』のために中村啓二郎が再アレンジしたBGMも存在するが、『ブラウン館』本編では未使用で、後の作品で流用された。
この曲は必殺シリーズの歌としては「やがて愛の日が」（『仕置人』、歌：三井由美子）に続く女性ヴォーカルのバラードでありながら、初期に男性歌手が歌ったアップテンポの「荒野の果てに」（『仕掛人』）や「望郷の旅」（『助け人』）とつながる旅の歌でもある。
これを歌った西崎は、同シリーズ音楽担当の平尾昌晃の秘蔵っ子であり、当時14歳の中学生でもあった。『仕留人』最終回で仕留められる武家の娘役でゲスト出演し、ラストでは巡礼者となった彼女が雪降る中を一人歩くシーンでこの歌が流された。西崎はその後の必殺シリーズでも主題歌の「さざなみ」（『仕業人』）と「流星」（『新仕舞人』）、挿入歌の「もどり道」（『橋掛人』）を歌い、『仕舞人』から『渡し人』、『仕切人』、『橋掛人』までは非主水シリーズの常連キャストとなった。
この曲のミリオンヒットが同シリーズ（亜流の『影同心』「風の女」も含めて）の音楽世界に与えた影響は大きく、「哀しい旅の歌」路線はその後、他の女性歌手が歌った「さすらいの唄」（『仕事屋稼業』）や「哀愁」（『仕置屋稼業』）にも受け継がれ、その後の必殺シリーズの主題歌や挿入歌に共通する「孤独」、「旅立ち」、「帰郷」、「哀愁」、「風」、「背負った過去」などのテーマを表す先駆けとなった。
また、この曲以降、必殺の主題歌と挿入歌は悲しいバラード曲が主体となり、後期で主題歌がそのままアップテンポだったのは「ゆれる…瞳」（『まっしぐら!』）ぐらいであった。これに対して「あかね雲」（『新仕置人』）と「夢ん中」（『商売人』）からは、主題歌と本編BGMでアレンジの違いが大きくなり、『仕事人』と『仕舞人』以降では主題歌はバラード、そのメロディーを使った仕置きのテーマはアップテンポという使い分けが定着した。
『仕留人』本編では、全体の演出に於ける音楽の効果を狙い、力強いアップテンポ曲が少なくなり、シーンによっては西崎みどりの歌のついた主題歌がそのまま出陣や仕置きシーンで効果的に使われた。その他、途中から原曲に忠実なバラードの演奏版が多くなったが、『仕留人』終了後、必殺の後半で「やがて愛の日が」と「旅愁」のアップテンポのアレンジ・ヴァージョンが作られた（のちのスペシャル版、あるいは『必殺仕事人2009』でそれらしき曲が使われた）。
後半の『仕事人』シリーズでは本編や映画の予告編などで「旅愁」の歌がそのまま使われた。
1980年代初めの『仕事人』ブームによって、夕方に『仕掛人』から『仕留人』までの初期作品が再放送された当時、ラジオの深夜放送でも「荒野の果てに」と「旅愁」がリクエストされて流されていた。

## 収録曲
- 両楽曲共に、作詞：片桐和子／作曲：平尾昌晃／編曲：竜崎孝路

1. 旅愁
2. みかづき恋歌

## 収録作品
| 発売日         | タイトル                                           | 発売元         | 規格品番      |
| -------------- | -------------------------------------------------- | -------------- | ------------- |
| 1990年9月25日  | 思い出のビッグ・ヒット・パレード                   | 徳間ジャパン   | TKCA-30145    |
| 1996年4月5日   | 必殺シリーズ オリジナル・サウンドトラック全集4     | キングレコード | KICA-3004     |
| 2002年11月27日 | 続・青春歌年鑑'75 PLUS                             | ビクター       | VICL-61016    |
| 2003年1月22日  | テレビ狂時代 Vol.1 '69〜'77                        | 徳間ジャパン   | TKCA-72524    |
| 2003年6月25日  | ベストアルバム〜みどりに逢いたい〜                 | 徳間ジャパン   | TKCA-72557    |
| 2004年10月21日 | ちゃんばらまにあ                                   | 日本クラウン   | CRCP-40081    |
| 2004年12月22日 | お江戸横丁コンピでござる                           | ユニバーサル   | UICZ-4108     |
| 2008年8月6日   | 必殺!!主題歌ベストセレクション〜裏家業の哀歌たち〜 | 徳間ジャパン   | TKCA-73345    |
| 2009年4月22日  | MY SONGS 70's                                      | 日本クラウン   | CRCP-20434〜5 |
| 2009年7月22日  | 青春TV倶楽部40＜時代劇スペシャル＞                 | 日本コロムビア | COCP-35647〜8 |
| 2010年7月7日   | R40'S 本命歌謡曲II                                 | 徳間ジャパン   | TKCA-73539    |
| 2010年12月15日 | R40'S 本命TV時代劇テーマ曲集                       | 徳間ジャパン   | TKCA-73610    |
| 2011年9月7日   | R40'S 本命歌謡浪漫〜望郷編〜                       | 徳間ジャパン   | TKCA-73696    |
| 2013年10月23日 | 好きです!わたしの演歌・歌謡曲 ベスト40             | 日本クラウン   | CRCN-25127〜8 |
| 2013年10月23日 | 昭和歌謡1945-1989                                  | キングレコード | KICX-869〜70  |
| 2013年12月25日 | 全国横断〜北から南へ歌の旅路 vol.2                 | 徳間ジャパン   | TKCA-74016    |

## カバー
この曲にはカバーが多く、小沢深雪、石川さゆり、朝月愛、西川峰子、葵三音子、川田ともこ、平尾昌晃、中条きよし、藤田絵美子らによって歌われており、中条きよしは『定番ベスト』（CD；2004/09/01）でこの曲を歌っている。
2007年4月10日のNHK「歌謡コンサート」では田川寿美が歌った。
- JERO (2012年) アルバム 『COVERS5』収録。
- 西崎緑（2014年）シングル『春知らず』B面に収録。リメイク。
- 川上大輔（2014年）アルバム『パシオン ～言葉に出来ない男です～』収録。
- 吉幾三（2016年）アルバム『あの頃の青春を詩う vol.3』収録。
- 津吹みゆ（2018年）アルバム『望郷こころ歌 Vol.3 ～旅路の夢～』収録。
- 松原健之（2018年）アルバム『松原健之が歌う 平尾昌晃 永遠の名曲選集』収録。
- 岩佐美咲（2018年）シングル「佐渡の鬼太鼓」特別盤A・B・Cに収録。